# Elvedin Džinić
Elvedin Džinić (Zavidovići, RFS de Yugoslavia, 25 de agosto de 1985) es un futbolista bosnio naturalizado esloveno que juega como defensa en el NK Rudar Velenje de la Segunda Liga de Eslovenia.

## Trayectoria
Comenzó su carrera en las categorías juveniles del Maribor. En 2005, firmó su primer contrato profesional con el NK Maribor. Jugó para el club entre 2005 y 2010, e hizo un total de 140 participaciones y marcó 16 goles en la primera división eslovena, la 1. SNL. Fue elegido por los fanes como el mejor jugador en la temporada 2009-10.
El 10 de enero, firmó un contrato con el club belga RSC Charleroi. Maribor había aceptado la oferta de más de 132 000 euros por el jugador, cuyo contrato expiraba en 6 meses.
El 25 de junio de 2013, firmó un contrato de 2+1 años con el Botev Plovdiv de Bulgaria. 
En 2014, después de un breve paso por el Zagłębie Lubin de Polonia, ficha por el Rudar Velenje.
Jugó en el NK Celje de 2016 a 2019. En 2019, volvió al Rudar Velenje.

## Selección nacional
Fue miembro de los 23 jugadores de Eslovenia en la Copa del Mundo de 2010, pero no jugó ningún partido.

### Participaciones en Copas del Mundo
| Mundial                        | Sede      | Resultado      | Partidos | Goles |
| ------------------------------ | --------- | -------------- | -------- | ----- |
| Copa Mundial de Fútbol de 2010 | Sudáfrica | Fase de grupos | 0        | 0     |

## Clubes
| Club               | País      | Año       |
| ------------------ | --------- | --------- |
| NK Maribor         | Eslovenia | 2005-2010 |
| Royal Charleroi SC | Bélgica   | 2011-2013 |
| Botev Plovdiv      | Bulgaria  | 2013      |
| Zagłębie Lubin     | Polonia   | 2014      |
| NK Rudar Velenje   | Eslovenia | 2014-2016 |
| NK Celje           | Eslovenia | 2016-2019 |
| NK Rudar Velenje   | Eslovenia | 2019-     |

## Palmarés

### Campeonatos nacionales
| Título                      | Club               | País      | Año  |
| --------------------------- | ------------------ | --------- | ---- |
| Primera Liga de Eslovenia   | NK Maribor         | Eslovenia | 2009 |
| Supercopa de Eslovenia      | NK Maribor         | Eslovenia | 2009 |
| Copa de Eslovenia           | NK Maribor         | Eslovenia | 2010 |
| Segunda División de Bélgica | Royal Charleroi SC | Bélgica   | 2012 |

### Distinciones individuales
| Distinción                    | Año     |
| ----------------------------- | ------- |
| Jugador del año en el Maribor | 2010    |
| Once Ideal de la Temporada    | 2017/18 |